# Vicente Aparicio
Vicente Aparicio Vila es un ex ciclista profesional español, nacido el 14 de septiembre de 1969 en la pedanía de valenciana de Pinedo (Valencia).
Fue profesional durante nueve temporadas (1990-1998), destacó como un gran gregario, siempre apoyando a sus jefes de filas. 
Su mejor época como ciclista profesional, la vivió a las órdenes de José Miguel Echavarri y Eusebio Unzué en el equipo Banesto, ayudando a Miguel Induráin. 
Su mejor actuación fue la tercera posición en la clasificación general de la Dauphiné Libéré de 1995, que fue ganada por su líder Miguel Induráin.

## Palmarés
1995
- 3.º en el Campeonato de España de Ruta
- 3º en Clasificación General Final Critérium du Dauphiné Libéré, (Critérium du Dauphiné), Chambéry (Rhone-Alpes), Francia.

## Equipos
- Amaya Seguros (1990-1993)
- Banesto (1994-1997)
- Vitalicio Seguros (1998)

## Resultados en las Grandes Vueltas
| Carrera         | 1990 | 1991 | 1992 | 1993 | 1994 | 1995 | 1996 | 1997 | 1998 |
| --------------- | ---- | ---- | ---- | ---- | ---- | ---- | ---- | ---- | ---- |
| Giro de Italia  | -    | -    | -    | -    | -    | -    | -    | -    | 59.º |
| Tour de Francia | -    | -    | -    | -    | 67.º | 21.º | Ab.  | -    | -    |
| Vuelta a España | -    | -    | -    | 34º  | 7º   | Ab.  | Ab.  | -    | -    |

-: no participa

Ab.: abandono